# Тар (тварина)
Тар гімалайський (Hemitragus jemlahicus) — великий ссавець з родини Бикові (Bovidae) підродини Козлові (Caprinae). Окрім єдиного сучасного виду роду тар (Hemitragus), відомо також 2 викопні види: Hemitragus bonali та Hemitragus cedrensis.

## Середовище проживання
Країни поширення: Китай, Індія, Непал. Введений: Нова Зеландія, ПАР. Висота проживання: від 1500 до 5200 м. Мешкає на крутих скелястих схилах гір, особливо між 3000-4000 м над рівнем моря, з рідколіссям і рододендроновими чагарниками.

## Екологія
Споживає трави і деякі фрукти. Гімалайський тар є денним, і живе невеликими групами по 2-20 осіб, за винятком поодиноких старших самців. Парування відбувається з жовтня по січень. Один або іноді двоє дітей народжуються в червні і липні, після вагітності 180-242 днів залежно від затримки імплантації. Статева зрілість настає в 1,5 роки, в неволі тварина доживала до 21 року й 9 місяців.

## Систематика
До недавнього часу рід включав три види: Hemitragus hylocrius — Тар нілгірійский;  Hemitragus jayakari — Тар аравійський; Hemitragus jemlahicus — Тар гімалайський. Але згідно з Ropiquet and Hassanin (2005) Тар аравійський віднесений до монотипного роду Arabitragus jayakari, Тар нілгірійский віднесений до монотипного роду Nilgiritragus hylocrius

## Біологія
Довжина тіла 900—1400 мм, висота — 610—1060 мм, довжина хвоста 90—120 мм, вага до 50—100 кг. Тривалість життя в природі — 10-14 років, у неволі один H. jemlahicus досяг віку 21 рік і 9 місяців. Забарвлення H. jemlahicus від червонуватого до темно-коричневого і він має кошлату гриву навколо шиї і плечей аж до колін. Хоча Hemitragus походять на Capra, вони відрізняються тим що самці не мають борід, писок оголений, ноги мають залози, роги не викривлені, але дещо сплюснуті. Самиця має чотири молочні залози.

## Загрози та охорона
Основні загрози в Китаї це неконтрольоване полювання і вирубування лісів. В Індії на гімалайського тара іноді полюють заради м'яса, а є очевидною значна конкуренція з домашньою худобою на літніх пасовищах в деяких областях. У Непалі загрози походять від розширення людської популяції і супроводжуючим зростанням худоби, втратою середовища існування, браконьєрством. У результаті цих факторів, популяції тара стають все більш ізольованими. Лавини протягом зими з високими снігопадами також можуть бути суттєвим фактором смертності тар. Мешкає на природоохоронних територіях.